# Guido della Torre
Guido della Torre (27 settembre 1259 – Cremona, estate 1312), figlio di Francesco della Torre, fratello di Napoleone "Napo" della Torre, e di Giulia Castiglioni, fu un condottiero italiano e signore di Milano dal 1302 al 1311, anno della sua cacciata dalla Signoria per opera di Enrico VII, Imperatore del Sacro Romano Impero.

## Biografia
Della famiglia nobile guelfa dei Della Torre, aveva sposato nel 1276 Beatrice di Battifolle (1229-1280 ca.), figlia di Simone Guidi (?-1280 ca.), conte di Battifolle. Nel 1277, a seguito della Battaglia di Desio in cui perde il padre, è imprigionato con lo zio Napo Torriani al Castel Baradello da dove viene fatto fuggire nel 1284 da Loterio Rusca (nuovo signore di Como) e da Guglielmo VII del Monferrato. Ripara in Friuli presso lo zio Raimondo della Torre, patriarca di Aquileia. Nel 1287 diventa podestà di Treviso.
Nel 1302 strappa la signoria di Milano a Matteo Visconti, facendo rientrare i Della Torre e cerca nuove alleanze attraverso i matrimoni: a lui va in sposa Brumifonde, figlia del conte Filippo Langosco signore di Pavia, mentre al primogenito Francesco va in sposa una nipote di Alberto Scotti e al secondogenito Simone va una figlia di Pietro Visconti.
Ma si tratta solo di una breve parentesi alla guida di Milano, in quanto nel 1311, entrato in conflitto con il cugino Cassono della Torre Arcivescovo di Milano rompe l'unità familiare che era sempre stata la forza dei Torriani e, dopo aver provato a far ribellare il popolo contro l'imperatore del Sacro Romano Impero Enrico VII, sebbene malato, è costretto alla fuga rifugiandosi prima a Lodi poi a Cremona. Qui muore nell'estate del 1312. Da allora la casata dei Della Torre si divide, una parte riprenderà la guerra contro i Visconti e farà rientro a Milano solo nel 1332. Avrà restituite terre e beni ma dovrà accettare la Signoria dei Visconti.